# Thysanopyga albopunctaria
Thysanopyga albopunctaria är en fjärilsart som beskrevs av Paul Dognin 1900. Thysanopyga albopunctaria ingår i släktet Thysanopyga och familjen mätare. Inga underarter finns listade i Catalogue of Life.